# Тутока (река)
Ту́тока — река в Ленинградской области, на Вепсовской возвышенности, правый приток Явосьмы.
Берёт своё начало в озере Тутока в Бокситогорском районе. Сливается с Ретешей в Тихвинском районе, давая начало Явосьме. Уклон реки 1,46 м/км, длина составляет 47 км, площадь водосборного бассейна — 315 км².

## Данные водного реестра
По данным государственного водного реестра России относится к Балтийскому бассейновому округу, водохозяйственный участок реки — Свирь, речной подбассейн реки — Свирь (включая реки бассейна Онежского озера). Относится к речному бассейну реки Нева (включая бассейны рек Онежского и Ладожского озера).
Код объекта в государственном водном реестре — 01040100812102000013444.